# Воњо (Ређо Емилија)
Воњо је насеље у Италији у округу Ређо Емилија, региону Емилија-Ромања.
Према процени из 2011. у насељу је живело 104 становника. Насеље се налази на надморској висини од 605 м.